# Blakennomion
Nel diritto della Grecia ellenistica, il blakennòmion (in greco antico: βλακεννόμιον?; in italiano: blachennomio) era un'imposta che incombeva sui guadagni che gli astrologi ricavavano dall'esercizio della loro professione.

## Storia
Si trattava di un aggettivo sostantivato a cui, in origine, era legata la parola telos, cioè «tassa» (in greco antico: βλακεννόμιον τέλος?), in seguito caducata nell'uso. Il significato letterale del termine era "tassa/imposta sulla stupidità" (o "sugli stupidi"), dal momento che si riteneva che fossero gli stupidi e i pigri di mente a far ricorso ai consigli e agli oroscopi degli astrologi.
Si ha notizia dell'esistenza di questo tributo nella città di Alessandria d'Egitto in età ellenistica.

## Iconografia
Al tributo imposto agli astrologi, Pierre Coustau dedica uno degli emblemi contenuti nel suo libro Pegma, cum narrationibus philosophicis: l'illustrazione, che ha per titolo Ad vetus Astrologorum in Aegypto tributum: in nostrates medicos Prognosticorum mensularios, crea un'associazione polemica tra gli astrologi alessandrini del passato e la specie dei cerusici del suo tempo, che, come agenti di cambio (mensularii), erano usi a trasformare in denaro sonante i loro pronostici in materia medica.